# Eucaritídeos
Eucaritídeos (Eucharitidae) é uma família de pequenas vespas parasitas da superfamília Chalcidoidea. Inclui atualmente cerca de 420 espécies distribuídas em 55 gêneros, pertencentes a três subfamílias: Oraseminae, Eucharitinae e Gollumiellinae. Destas,  Oraseminae e Eucharitinae ocorrem no Novo Mundo e região Neotropical, e possuem a maior diversidade de espécies. Atualmente, estão registradas 59 espécies pertencentes a 17 gêneros no Brasil.  São vespas de 2-5 mm de comprimento, de coloração metálica ou preta. 
Estas vespas são parasitoides de formigas.